# 李撝
李 撝（り き、生年不詳 - 724年）は、唐の皇族。睿宗の次男。申王。恵荘太子。もとの名は成義。

## 経歴
睿宗と柳氏（柳奭の子の柳爽の娘）のあいだの子として生まれた。母の柳氏は身分が低かった。成義が生まれたとき、武則天が僧の万回に見せると、万回は「この児は西域の大樹の精です。ほかの兄弟と同等に養うべきでしょう」といった。武則天は喜んで、成義をほかの兄弟に次ぐ序列で扱った。垂拱3年（687年）、成義は恒王に封じられた。長寿2年（693年）、衡陽郡王に改封され、尚衣奉御に任じられた。神龍元年（705年）、司農寺少卿に転じ、銀青光禄大夫の位を加えられた。景雲元年（710年）6月、睿宗が重祚すると、成義は申王に進封され、右衛大将軍となった。7月、殿中監に転じ、検校右衛大将軍を兼ねた。景雲2年（711年）、光禄寺卿・右金吾衛大将軍に転じた。先天元年（712年）8月、行司徒となり、益州大都督を兼ねた。開元2年（714年）、司徒のまま豳州刺史を兼ねた。開元4年（716年）、昭成太后の諡号を避けるため、成義は撝と改名した。李撝は鄧州刺史・虢州刺史・絳州刺史を歴任した。開元8年（720年）、入朝して、刺史を退任し、以前の官である司徒とされた。李撝は度量が広く、容姿は丸っこく、飲み食いを良くした。開元12年（724年）11月、病没した。恵荘太子の位を追贈され、橋陵に陪葬された。
男子がなく、李憲の子の李珣が同安郡王として養子となったが、先に死去した。天宝3載（744年）、また李憲の子の李璹が申王の位を嗣ぎ、鴻臚寺卿に任じられた。

## 伝記資料
- 『旧唐書』巻95 列伝第45
- 『新唐書』巻81 列伝第6